# Yahk
Yahk är en ort i Kanada.   Den ligger i provinsen British Columbia, i den södra delen av landet, 3 000 km väster om huvudstaden Ottawa. Yahk ligger 866 meter över havet och antalet invånare är 127.
Terrängen runt Yahk är huvudsakligen kuperad, men åt nordväst är den bergig. Yahk ligger nere i en dal. Runt Yahk är det mycket glesbefolkat, med 2 invånare per kvadratkilometer.. Det finns inga andra samhällen i närheten.
I omgivningarna runt Yahk växer i huvudsak barrskog.